# Praça dos Restauradores
La Praça dos Restauradores (Plaza de los Restauradores) es una plaza de la ciudad de Lisboa (Portugal). Conmemora la liberación del país del dominio español en 1640.
Su característica más representativa es el Monumento de los Restauradores, un obelisco en el centro de la plaza. Las figuras de bronce y oro del pedestal representan la Victoria, con una palma y una corona, y la Libertad. Los nombres y fechas que están grabados a los lados del obelisco son los de las batallas de la Guerra de Restauración.
El proyecto del monumento es autoría de António Tomás da Fonseca, y las estatuas alegóricas (Libertad y Victoria), de Simões de Almeida y Alberto Nunes.